# Hetaeria ovalifolia
Hetaeria ovalifolia là một loài thực vật có hoa trong họ Lan. Loài này được (Wight) Hook.f. mô tả khoa học đầu tiên năm 1890.